# Грюн, Макс фон дер
Макс фон дер Грюн (нем. Max von der Grün; 25 мая 1926, Байройт, Бавария — 7 апреля 2005, Дортмунд) — немецкий писатель, публицист.

## Биография
Сын сапожника. После окончания школы изучал торговое дело. Участник Второй мировой войны. Служил десантником вермахта. В 1944 году был взят в плен американскими войсками близ Кемпера (Франция). Военнопленным провёл три года в лагерях в Шотландии, затем отправлен в США (Луизиана, Техас и Нью-Мексико).
После своего освобождения в 1947 году вернулся в ФРГ. Работал строителем, затем, с 1951 по 1963 год — на шахтах Германии: горняком-забойщиком, машинистом в шахте.
В 1961 году был одним из организаторов литературного объединения писателей ФРГ «Группа 61».

## Творчество
Опыт работы горняком послужил основой для написания ряда острокритических романов о жизни рабочих в ФРГ, картине отношений в западногерманской промышленности, книг, в которых автор мастерски показал кажущуюся силу профсоюзов и реальную систему эксплуатации в условиях капитализма. В своих книгах автор развенчивает миф о «социальном партнёрстве» и демократических свободах, показывает протест рабочих против экономического рабства и унижений.
В 1963 году издал успешную повесть «Светляки и пламя», которая принесла ему популярность и была переведена на более чем 20 языков.
Автор социальных очерков, рассказов, историко-документальных книг, воспоминаний («Как это было на самом деле», 1979), популярного романа для детей «Крокодилы из предместья» («Vorstadtkrokodile: Eine Geschichte vom Aufpassen», 1976).
Социально-критическими мотивами проникнуты сборники его рассказов «Остановка в пути» («Fahrtunterbrechung und andere Erzählungen», 1965), «Над стойкой гаснут огни» («Am Tresen gehen die Lichter aus», 1972), «Стенограмма» («Stenogramm», 1972).
Прозу М. Грюна отличает динамичность действия, достоверность психологических характеристик.

## Избранные произведения
- «Мужчины в двойной ночи» («Männer in zweifacher Nacht», 1962),
- «Светляки и пламя» («Irrlicht und Feuer», 1963, рус. пер. 1972),
- «Два письма Поспишилу» (сборник антифашистских рассказов «Zwei Briefe an Pospischiel», 1968, рус. пер. 1972),
- «Местами гололёд» («Stellenweise Glatteis», 1973, рус. пер. 1974),
- «Жар под золой» («Flächenbrand», 1979, рус. пер. 1981),
- «Лавина» (политический роман «Die Lawine», 1986, рус. пер. 1989).

## Награды и премии
- Золотые лавры Deutscher Fernsehfunk (1966),
- Премия города Нюрнберга (1973),
- Премия им. Генриха Любке (1979),
- Премия Дросте-Хюльсхофф (1981),
- Литературная премия Рура (1988),
- Орден за заслуги перед федеральной землёй Северный Рейн-Вестфалия (1991)